# Лефкели Мустафа-паша
Лефке́ли Мустафа́-паша́ (тур. Lefkeli Mustafa Paşa; ум. 1648, Стамбул) — османский государственный деятель, великий визирь в правление султана Мустафы I.

## Биография
Лефкели Мустафа-паша по происхождению был турком из города Лефка; получил образование в Эндеруне. Он начинал службу во дворце Топкапы в должности силахдар-аги, который отвечал за дворцовую канцелярию. 
В декабре 1617 года он был назначен бейлербеем Египта. Лефкели Мустафа-паша передал власть в провинции родственникам и их правление вызвало возмущение солдат. В сентябре 1618 года в провинции произошло восстание, в результате которого было убито несколько чиновников. Лефкели Мустафа-паша вместе с приближёнными покинул Египет и вернулся в Стамбул.
8 июля 1622 года султан Мустафа I назначил его на должность великого визиря, сменив Мере Хюсейн-пашу. Слабость центральной власти из-за душевнобольного султана вызвало то, что власть в столице находилась в руках янычар, которые потребовали отставки его предшественника. 21 сентября 1622 года Лефкели Мустафа-паша был уволен со своей должности и его сменил Гюрджю Хадым Мехмед-паша. 
В последующие годы он не участвовал в политической жизни и скончался в 1648 году в Стамбуле; похоронен на кладбище мечети Али-паши на Диваноглу.